# Ferdinand Pauwels

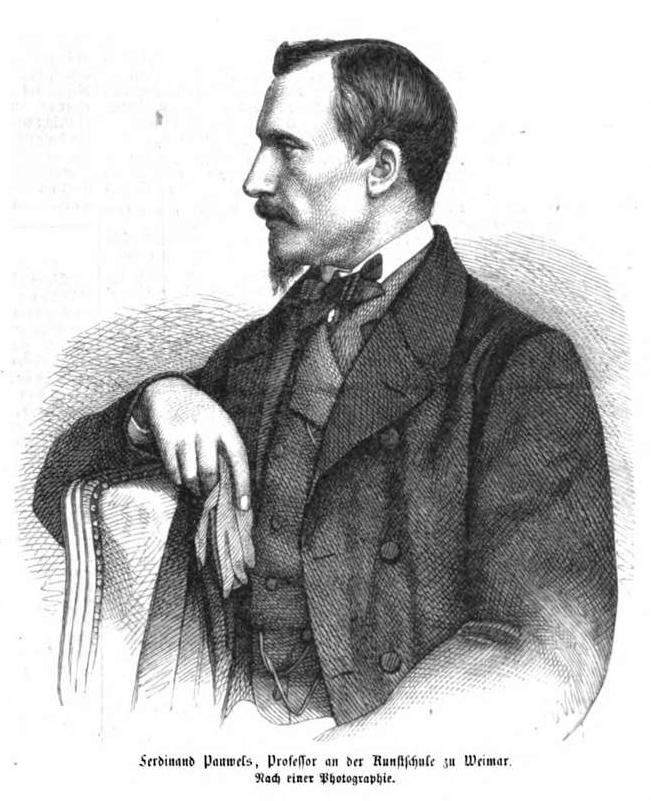
Ferdinand Pauwels, 1862.

Wilhelm Ferdinand Pauwels ([ˈpʌu̯əls]; * 13. April 1830 in Ekeren bei Antwerpen; † 26. März 1904 in Dresden) war ein belgischer Historienmaler.

## Leben

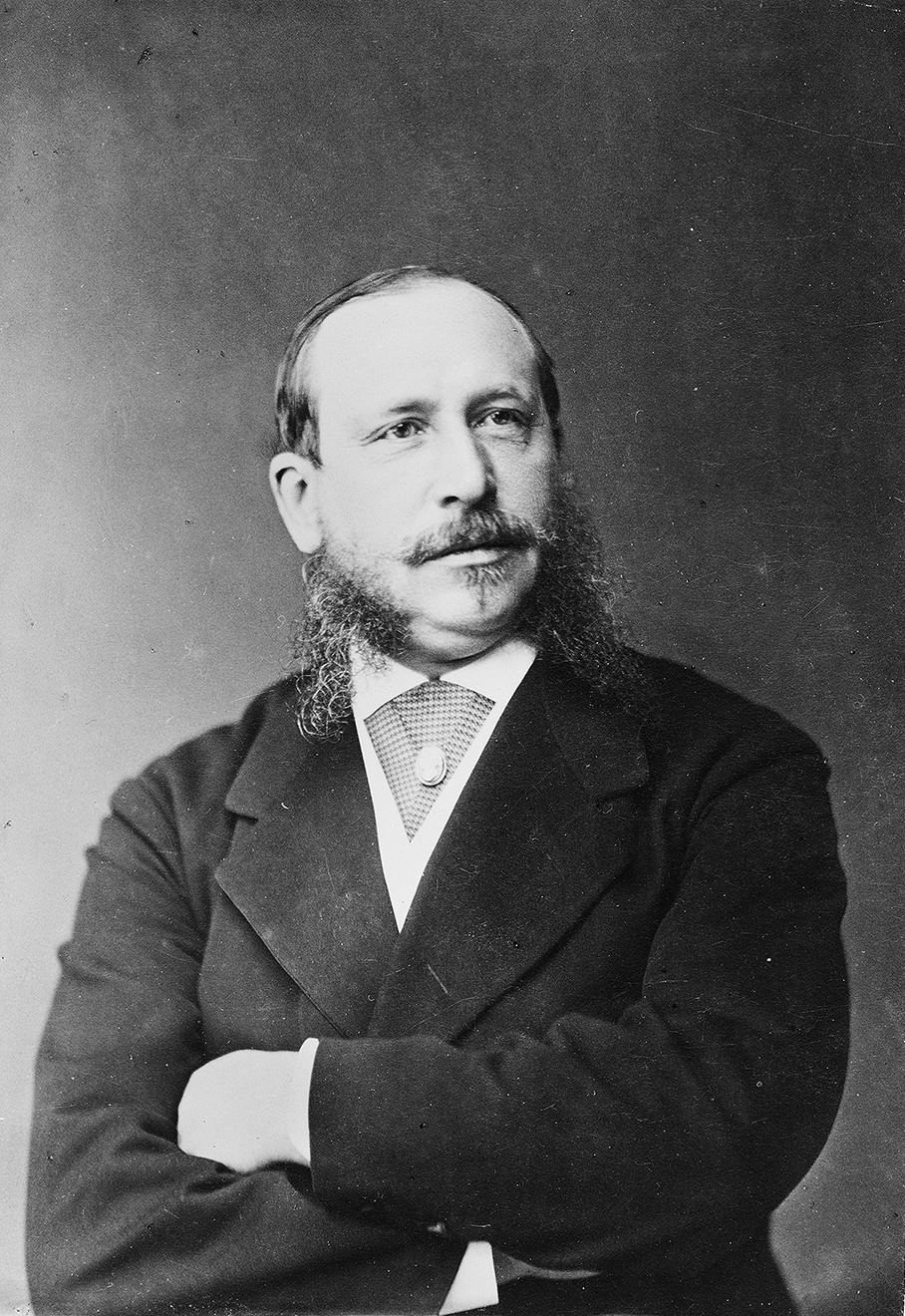
Porträt

Im Alter von zwölf Jahren wurde Pauwels 1842 Schüler an der Koninklijke Academie voor Schone Kunsten Antwerpen und wurde dort bis 1850 meistenteils von Jules Dujardin und Gustave Wappers unterrichtet. Bereits während seiner Ausbildung konnte er in den Akademie-Ausstellungen erfolgreich debütieren; sein Werk Coriolan vor Rom wurde 1852 mit dem Prix de Rome ausgezeichnet.

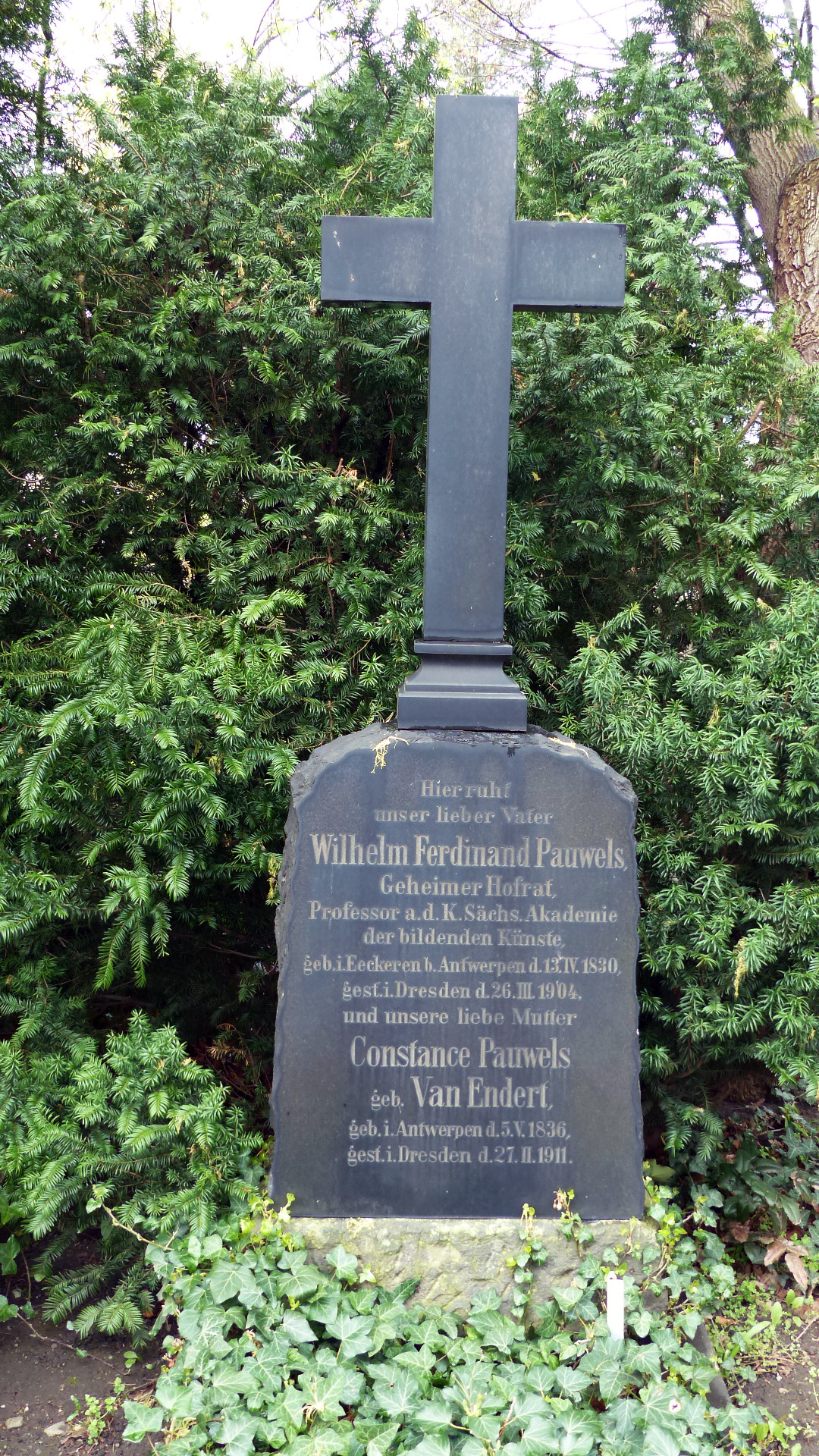
Grab von Ferdinand Pauwels auf dem Alten Katholischen Friedhof in Dresden

Verbunden mit diesem Preis war ein großzügiges Stipendium, welches Pauwels bis 1856 einen Studienaufenthalt in der Villa Medici in Rom ermöglichte. Auf seiner Rückreise 1856 hielt sich Pauwels einige Zeit in Dresden auf, bevor er sich in Antwerpen als freischaffender Künstler niederließ.
1862 nahm Pauwels einen Ruf als Professor an die zwei Jahre zuvor gegründete Großherzogliche Kunstschule Weimar an und unterrichtete dort zehn Jahre mit großem Erfolg zahlreiche Schüler, u. a. Max Liebermann. Parallel dazu entstanden in dieser Zeit auch viele seiner Ölgemälde, aber auch sein bekannter „Luther-Zyklus“ auf der Wartburg, sieben Wandbilder aus dem Leben Martin Luthers. Die weiteren Gemälde des 18 Bilder umfassenden Zyklus wurden von Paul Thumann (5), Willem Linnig d. J. (3) sowie Alexander Struys (3) geschaffen.
Im Jahr 1872 kehrte Pauwels nach Belgien zurück und wirkte die folgenden vier Jahre wieder freischaffend. Im Jahr 1876 berief man ihn an die Kunstakademie in Dresden, wo er wiederum als Professor seinem Lehrauftrag nachkam. Während dieser Zeit schuf er auch eine Gruppe von sechs Wandgemälden in der Aula der Fürstenschule von Meißen. Pauwels verstarb 1904 in Dresden und wurde auf dem Alten Katholischen Friedhof beigesetzt.

## Rezeption
Publikum wie Kritiker bewunderten unter anderem die geschickte Umsetzung der historischen Themen. Waren es in Pauwels frühen Werken noch biblische Szenen („Deborah als Richterin“), so veränderte sich dies mit den Jahren bis hin zu politischen Aussagen („Amerika schafft die Sklaverei ab“). Neben dem Inhalt seiner Werke wurde vor allem auch sein Spiel mit den Farben gelobt. Den von Charles de Groux begonnenen Zyklus von zwölf Wandgemälden in der Tuchhalle von Ypern konnte Pauwels vollenden.

## Werke (Auswahl)
- Luther singt als Currende-Schüler bei Frau Cotta in Eisenach (1872)[2][3]
- Luthers Freund vom Blitz erschlagen (1872)[3]
- Luthers Eintritt ins Kloster (1872)[3]
- Luther entdeckt die Bibel (1872)[3]
- Luther in Rom (1872)[3]
- Luthers Thesenanschlag (1872)[3]
- Luther vor Cajetan (1872)[3]
- Zusammenkunft Balduins I. mit seiner Tochter Johanna (1851)
- Coriolan vor Rom, durch die Thränen seiner Mutter überwunden (1852)
- Deborah als Richterin
- Respa, die Gattin Sauls, an den Leichen ihrer Söhne (1856)
- Die Witwe Jacobs van Artevelde (1857, Museum zu Brüssel)
- Die Verbannten des Herzogs Alba (1861)
- Die Berufung der heiligen Klara
- Genter Bürger vor Philipp dem Kühnen
- Amerika schafft die Sklaverei ab,
- Szenen aus der Verfolgung der Protestanten in den Niederlanden (Königsberg, Städtisches Museum)
- Königin Philippine, den Armen in Gent Hilfe spendend
- Ludwig XIV. empfängt die Deputation der Republik Genua (München, Maximilianeum)
- Der Besuch des Grafen Philipp von Elsaß im Hospital St. Marien in Ypern (1877, Dresdner Galerie)
- Johanna von Flandern gibt am Karfreitag 1214 Gefangenen die Freiheit

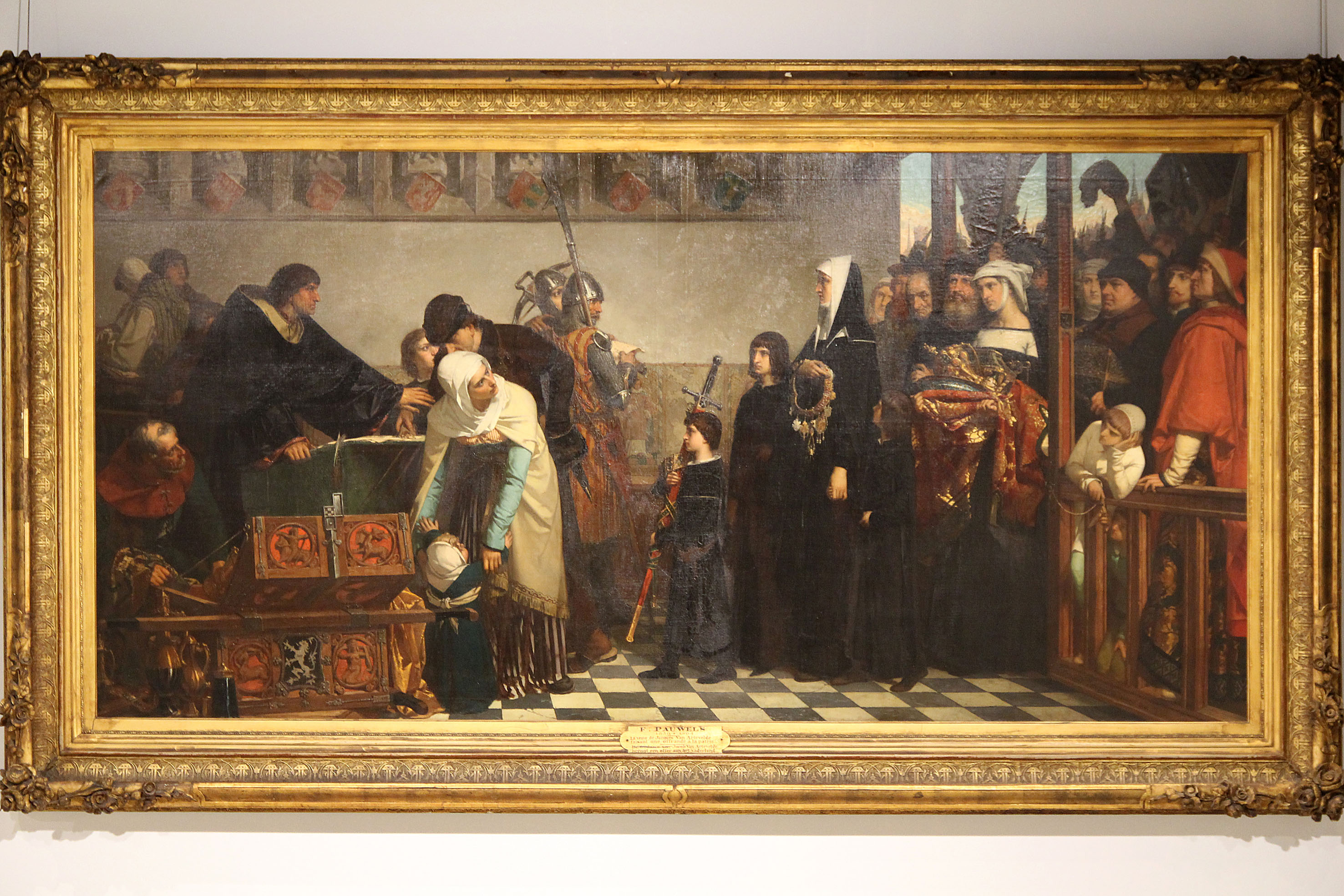
Die Witwe Jacobs van Artevelde
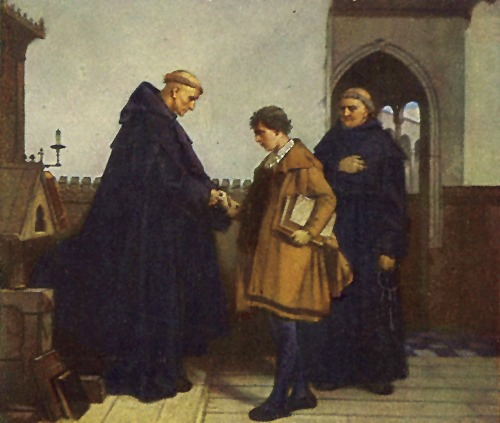
Luthers Eintritt ins Kloster
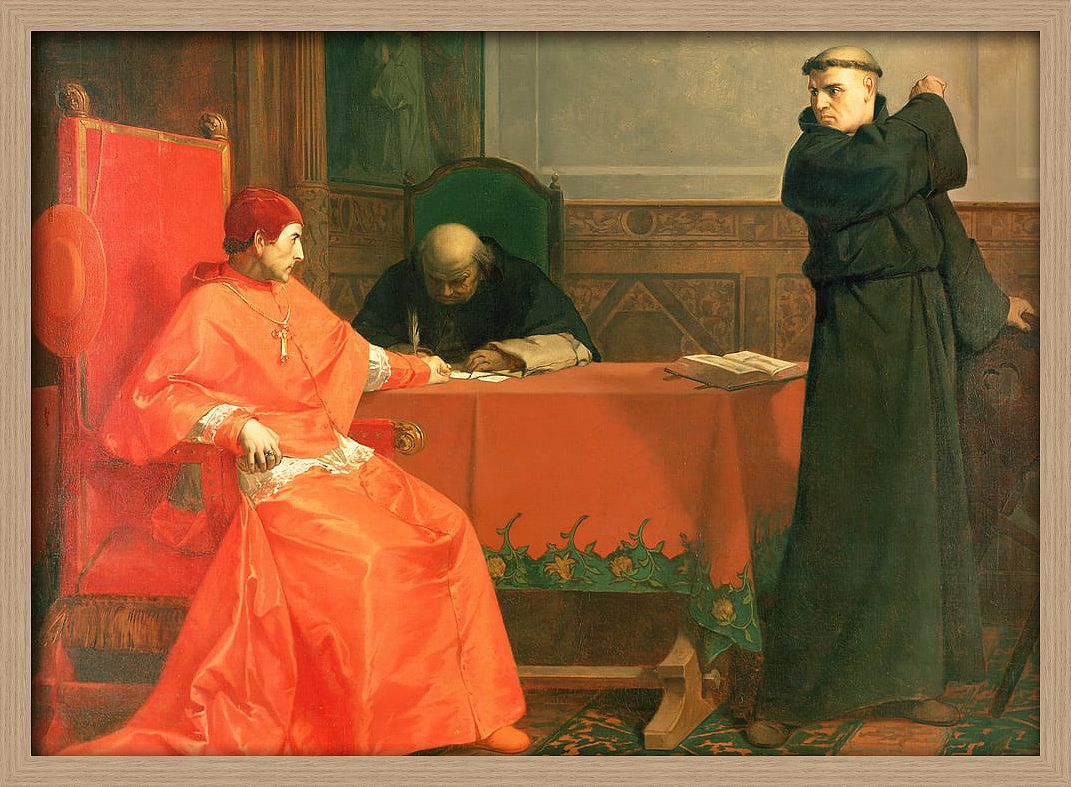
Luther und Cayetan
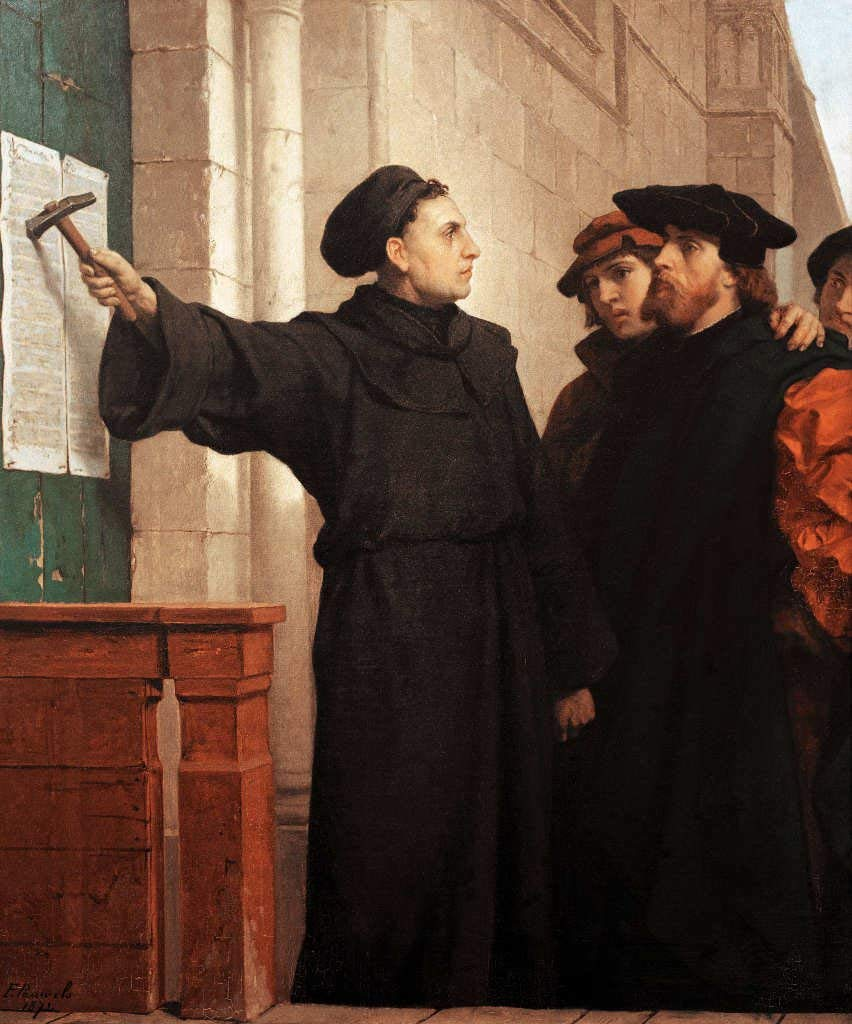
Luthers Thesenanschlag
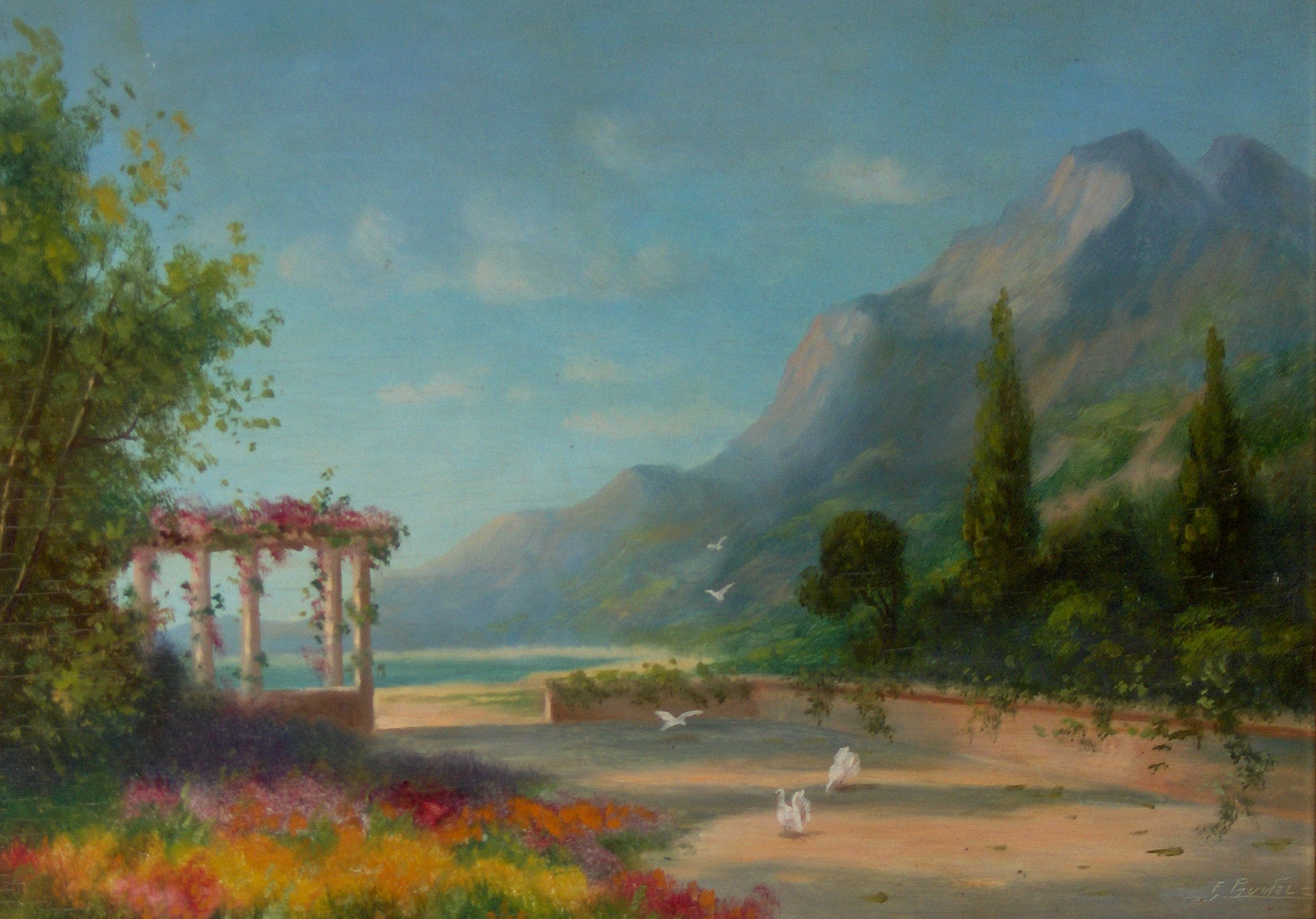
Landschaft mit Turteltauben

## Ehrungen
- Prix de Rome
- Leopoldsorden
- die große goldene Medaille der Berliner Ausstellung.
- In Antwerpen wurde eine Straße nach ihm benannt

## Schüler (Auswahl)
- Josef Günther
- Karl Gussow
- Karl Ernst Hänsel
- Ferdinand von Harrach
- Max Liebermann
- Otto Piltz
- Leon Pohle
- Paul Poetzsch
- Richard Böhm (* 1858)[4]
- Fritz Prölß
- Osmar Schindler
- Robert Sterl
- Paul Thumann
- Emil Zschimmer
- Oskar Zwintscher